# Tavel (Fribourg)
Pour les articles homonymes, voir Tavel.
Tavel (Tafers en allemand) est une commune suisse du canton de Fribourg, située dans le district de la Singine dont elle est le chef-lieu.

## Géographie

Photo aérienne (1964)

### Localisation
Tavel se situe à l'est de la ville de Fribourg.
Délimitée au sud par la vallée du Gottéron, elle est limitrophe de Brünisried, Fribourg, Guin, Heitenried, Planfayon, Saint-Ours, Schmitten, Ueberstorf et Wünnewil-Flamatt dans le canton de Fribourg et de Guggisberg et Schwarzenburg dans le canton de Berne.

### Transports et accès
La commune se trouve sur la route reliant Schwarzenburg à Fribourg.

### Morphologie territoriale
Le territoire de la commune s'étend sur 41,35 km2. Lors du relevé de 2013-2018, les surfaces d'habitations et d'infrastructures représentaient 9,5 % de sa superficie, les surfaces agricoles 71,0 %, les surfaces boisées 18,7 % et les surfaces improductives 0,8 %.

## Toponymie
Le nom de la commune dérive probablement du bas latin tăbellu puis d'une forme romane *tavel (table, auberge).
Ses premières occurrences écrites datent de 1150, sous la forme de Tabernis, et de 1228, sous celle de Tavels.
Elle se nomme Taafersch en dialecte singinois et Tavi  en patois fribourgeois

## Histoire
Selon une hypothèse ancienne, une route romaine ou franque qui reliait Avenches à Thoune, passait par Tavel. Le quartier de Bruchmatt abrite une nécropole du haut Moyen Âge et des vestiges d'un établissement gallo-romain.
Jusqu'en 1831, année de naissance de la commune, la localité fait partie de la bannière de l'Auge (l'un des quatre quartiers de la ville de Fribourg, dirigé par un banneret), dans les Anciennes Terres. Elle fait d'abord partie du district allemand du canton de Fribourg, puis devient le chef-lieu du nouveau district de la Singine en 1848.
Tavel fusionne en le 1er janvier 2021 avec ses voisines d'Alterswil et Saint-Antoine pour former la nouvelle commune de Tavel.
À la suite de cette fusion, en plus de ces trois localités, la commune comprend les hameaux d'Äckerli, Bächlisbrunnen, Bennewil, Burg, Burgbühl, Galtern, Gerewil, Guglenberg, Heimberg, Henzenried, Lampertshalden, Lehwil, Mellisried, Niedermonten, Niedermuhren, Obermonten, Rohr, Schwenny, Tutzishaus, Weissenbach, Wengliswil, Wilersgut, Winterlingen, Wolgiswil, Zitterli et Zum Holz ainsi que le quartier du Petit-Schönberg, limitrophe de Fribourg.

## Population et société

### Surnom
Les habitants de la commune sont surnommés die Näpfe, soit les écuelles en allemand.

### Démographie

#### Évolution de la population
Tavel compte 7 805 habitants au 31 décembre 2022 pour une densité de population de 189 hab/km2. Sur la période 2010-2019, sa population a augmenté de 13,9 % (canton : 15,5 % ; Suisse : 9,4 %).  

#### Pyramide des âges
En 2020, le taux de personnes de moins de 30 ans s'élève à 32,1 %, au-dessous de la valeur cantonale (35,2 %). Le taux de personnes de plus de 60 ans est quant à lui de 27,1 %, alors qu'il est de 22 % au niveau cantonal.
La même année, la commune compte 3 816 hommes pour 3 827 femmes, soit un taux de 49,9 % d'hommes, inférieur à celui du canton (50,1 %).
| Hommes | Classe d’âge | Femmes |
| ------ | ------------ | ------ |
| 0,6    | 90 ans ou +  | 1,2    |
| 8,3    | 75 à 89 ans  | 8,6    |
| 17,5   | 60 à 74 ans  | 17,9   |
| 23,1   | 45 à 59 ans  | 22,5   |
| 18,0   | 30 à 44 ans  | 18,3   |
| 16,3   | 15 à 29 ans  | 17,1   |
| 16,3   | - de 14 ans  | 14,4   |

| Hommes | Classe d’âge | Femmes |
| ------ | ------------ | ------ |
| 0,4    | 90 ans ou +  | 1,0    |
| 5,9    | 75 à 89 ans  | 7,4    |
| 14,5   | 60 à 74 ans  | 14,8   |
| 22,2   | 45 à 59 ans  | 21,9   |
| 21,0   | 30 à 44 ans  | 20,6   |
| 19,1   | 15 à 29 ans  | 18,3   |
| 17,0   | - de 14 ans  | 16,0   |

## Héraldique
| Blason | Blasonnement : « De gueules, un lansquenet habillé d'azur et de sable à la hallebarde d'argent (trad.),. » |

Les armoiries de la commune sont connues depuis le XVIIIe siècle. Leur description officielle parle d'un lansquenet (Landsknecht) alors qu'il s'agit manifestement d'un mercenaire singinois (Söldner).

## Logo
La commune se dote d'un nouveau logo en 2021 à la suite de la fusion avec Alterswil et Saint-Antoine.
Le logo reproduit le tracé des frontières des trois anciennes communes dans la couleur respective de leurs armoiries (rouge pour Alterswil, bleu pour Saint-Antoine et bleu pour Tavel) et les regroupe en une flèche afin de symboliser une direction commune.
Il est utilisé sur tous les bâtiments et véhicules de la commune, dans la correspondance officielle et sur le site Internet.

## Personnalités liées à la commune
- François-Marie de la Croix, prêtre catholique et fondateur de la Société du Divin Sauveur.